# Bandiera dell'Ossezia del Sud
La bandiera dell'Ossezia del Sud è un tricolore a bande orizzontali di colore bianco rosso e giallo.
La bandiera è stata adottata con un articolo della Costituzione adottata il 26 novembre 1990 e confermata dal regolamento sulla bandiera nazionale del 30 marzo 1992.
I colori simboleggiano: la purezza morale (bianco), il coraggio (rosso), e la ricchezza e prosperità (giallo).
La bandiera è praticamente identica a quella della Ossezia Settentrionale-Alania; l'unica differenza è la tonalità dei colori utilizzati.